# Гимназия № 8 (Кривой Рог)

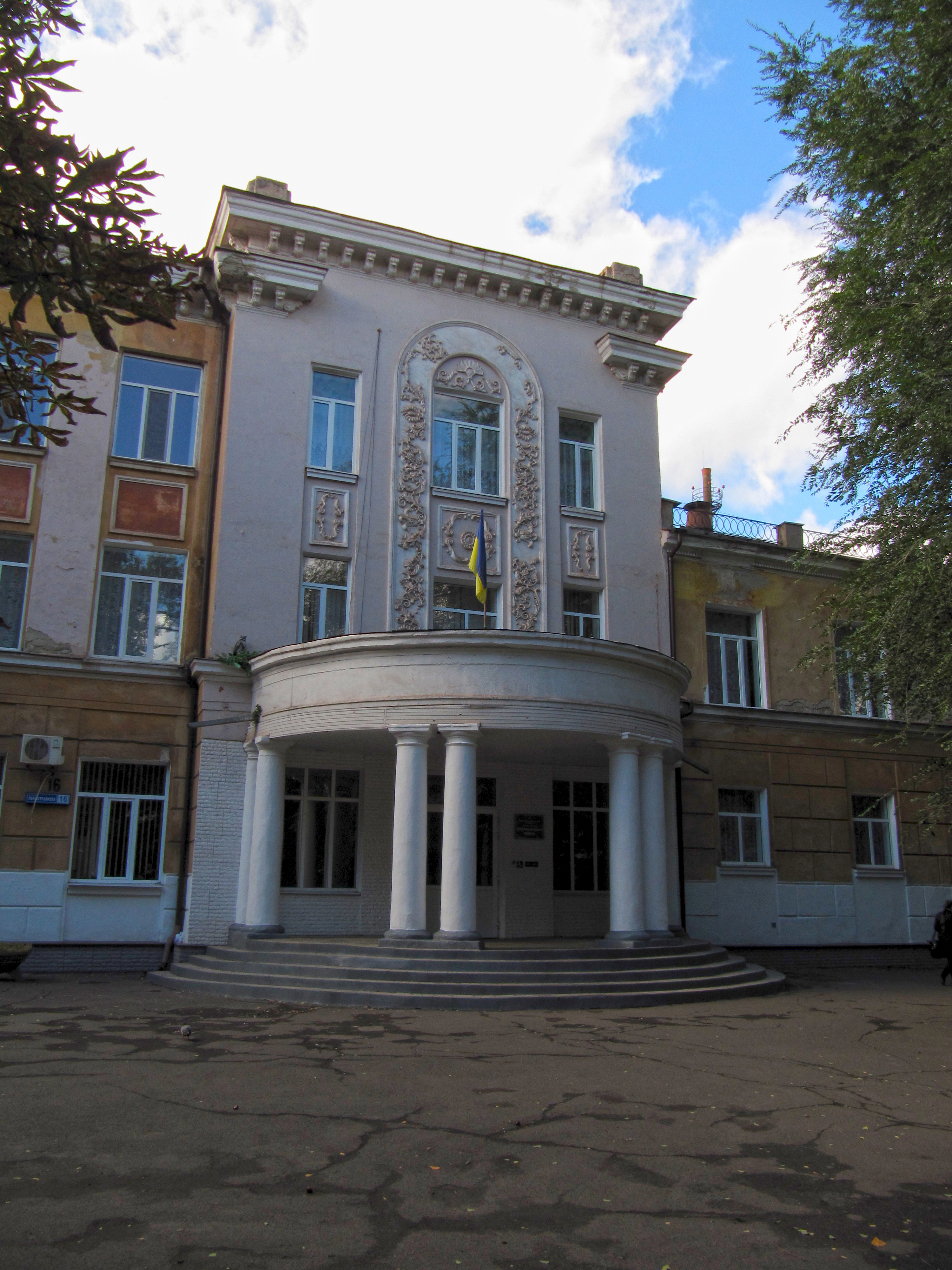

Криворожская гимназия № 8 — учебное заведение и  достопримечательность в городе Кривой Рог.

## История
В 1909 году местечке Кривой Рог была открыта первая Криворожская частная женская гимназия на Церковной улице (позднее Калиниченко) 12, в доме Бондаренко. Основана Варварой Евсеновной Головченко.
В 1919 году на базе женской гимназии открыта начальная школа, затем получившая статус фабрично-заводской семилетки. В 1930 году школа переехала в новое здание по Первомайской улице. В 1932 году школа ФЗУ получила статус средней школы № 8.
С 1938 года в школе № 8 учился и в 1940 году окончил Мыхлик Василий Ильич.
В 1941—1944 годах, во время оккупации города, в школе находился немецкий госпиталь. В январе 1944 года здание было взорвано и сожжено оккупантами.
В 1952 году школу отстроили, в советское время несколько раз проводились реконструкции. В 1966 году на фасаде здания была установлена мраморная памятная доска.
По решению исполнительного комитета Криворожского городского совета № 453 от 6 июля 1972 года здание школы № 8 взято на учёт под № 1693.
В 1990-х годах памятную доску сняли с фасада, была образована Центрально-Городская педагогическая гимназия.

## Характеристика
Расположена по Первомайской улице, 16 в Центрально-Городском районе города Кривой Рог. Общая площадь здания 6100 м².